# Clavicollis gigas
Clavicollis gigas is een keversoort uit de familie snoerhalskevers (Anthicidae). De wetenschappelijke naam van de soort is voor het eerst geldig gepubliceerd in 1899 door Pic.